# Camponotus tasmani
Camponotus tasmani é uma espécie de inseto do gênero Camponotus, pertencente à família Formicidae.